# 1863 en science
| Années de la science : 1860 - 1861 - 1862 - 1863 - 1864 - 1865 - 1866    |
| Décennies de la science : 1830 - 1840 - 1850 - 1860 - 1870 - 1880 - 1890 |

Cet article présente les faits marquants de l'année 1863 en science.

## Événements
- 4 janvier : fondation à Hoechst près de Francfort de la Société Teerfarbenfabrik Meister Lucius & Co. (Hoechst) pour la production de colorants[1].

- 7 février : le chimiste anglais John Alexander Reina Newlands publie le premier tableau périodique des éléments, qui sont ordonnés en fonction de leurs masses atomiques relatives, et émet l'hypothèse, dans un article du 18 août 1865, de la loi des octaves selon laquelle les propriétés chimiques d'un élément de la table se retrouvent tous les huit éléments[2]. En 1869, Dimitri Mendeleïev, présente à la société russe de chimie, indépendamment des travaux de Newlands, une forme plus élaborée de la table, également selon les masses atomiques, qui est à la base de celle que nous utilisons aujourd'hui (classée par numéro atomique).
- 10 février : l'inventeur américain Alanson Crane obtient un brevet pour un extincteur[3].
- 3 mars : fondation de la National Academy of sciences (Académie nationale des sciences) aux États-Unis[4].
- 31 juillet : premier essai du sous-marin confédéré torpilleur CSS H. L. Hunley dans la baie de Mobile[5].
- 1er août : création à Barmen de l'entreprise Friedrich Bayer & Co par le commerçant en couleurs et vernis Friedrich Bayer (1825-1880) et le maitre teinturier Friedrich Weskott (de)[6].

- Août-septembre : le géologue britannique William King introduit l’appellation scientifique d'Homo neanderthalensis, lors d’une communication lue devant la British Association for the Advancement of Science à Newcastle upon Tyne, publiée en 1864[7].

- 19 novembre : l’industriel belge Ernest Solvay dépose un brevet pour un procédé de fabrication bon marché de la soude[8]. Le carbonate de sodium obtenu est utilisé dans de nombreuses applications (savon dur, alumine, pâte à papier, etc.).
- 29 novembre : fondation de l’Istituto Tecnico Superiore, future Politecnico di Milano (École polytechnique de Milan)[9].
- 19 décembre : le chimiste écossais Frederick Walton obtient un brevet pour le linoleum[10].

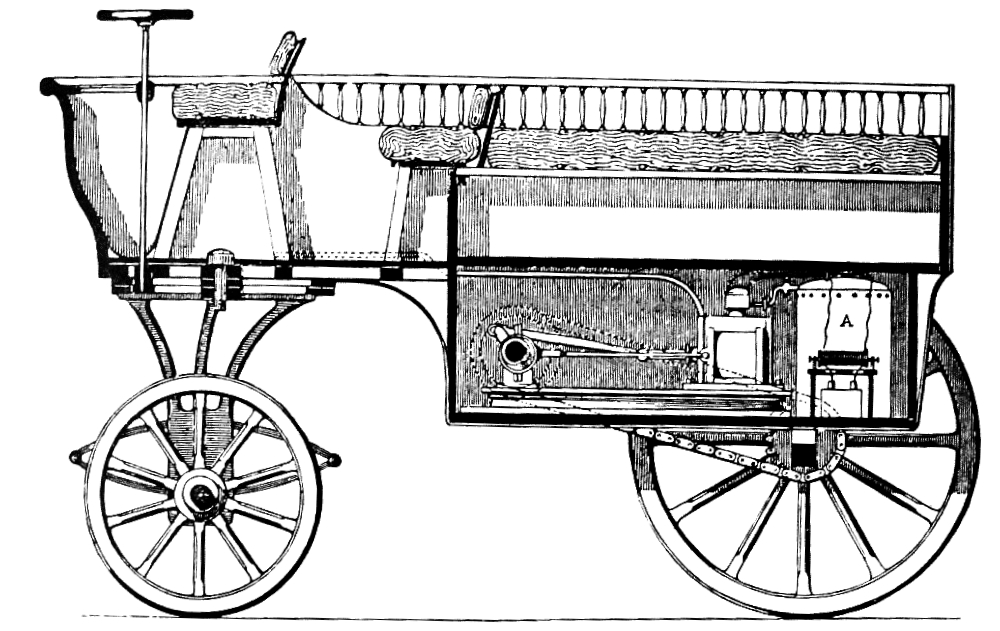
Voiture mue par une machine du système Lenoir, illustration du Monde Illustré du 16 juin 1860.

- L'inventeur franco-belge Jean Joseph Étienne Lenoir adapte son moteur à explosion (2 temps à gaz) sur une voiture et parcourt 18 kilomètres en trois heures mais son moteur se révèle gourmand et peu fiable[11].
- Première apparition en France à Pujaut dans le Gard du phylloxéra, ravageur de la vigne importé d’Amérique[12].

## Publications
- Henry Walter Bates : The naturalist on the river Amazons.
- Friedrich Kasiski : Die Geheimschriften und die Dechiffrierkunst (l'écriture secrète et l'art du déchiffrement), premier ouvrage consacré à la cryptanalyse de chiffrements polyalphabétiques dont le chiffrement de Vigenère.
- Richard Owen : On the Archaeopteryx of von Meyer with the description of the fossil remains of a long-tailed species, from the lithographic stone of Solnhofen. Philosophical Transactions of the Royal Society of London.
- Ivan Setchenov : Les Réflexes de l’encéphale. Setchenov ouvre la voie aux travaux de Pavlov.
- Max Schultze : Das Protoplasma der Rhizopoden und der Pflanzenzellen . Ein Beitrag zur Theorie der Zelle, Leipzig. Schultze définit le protoplasme comme élément fondamental de la cellule.
- John Tyndall : Heat, A Mode of Motion, Longmans , Green & Co, London. L'ouvrage contient une description de l'effet de serre[13].

## Prix
- Médailles de la Royal Society
  - Médaille Copley : Adam Sedgwick
  - Médaille royale : John Peter Gassiot, Miles Joseph Berkeley

- Médailles de la Geological Society of London
  - Médaille Wollaston : Gustav Bischof

## Naissances

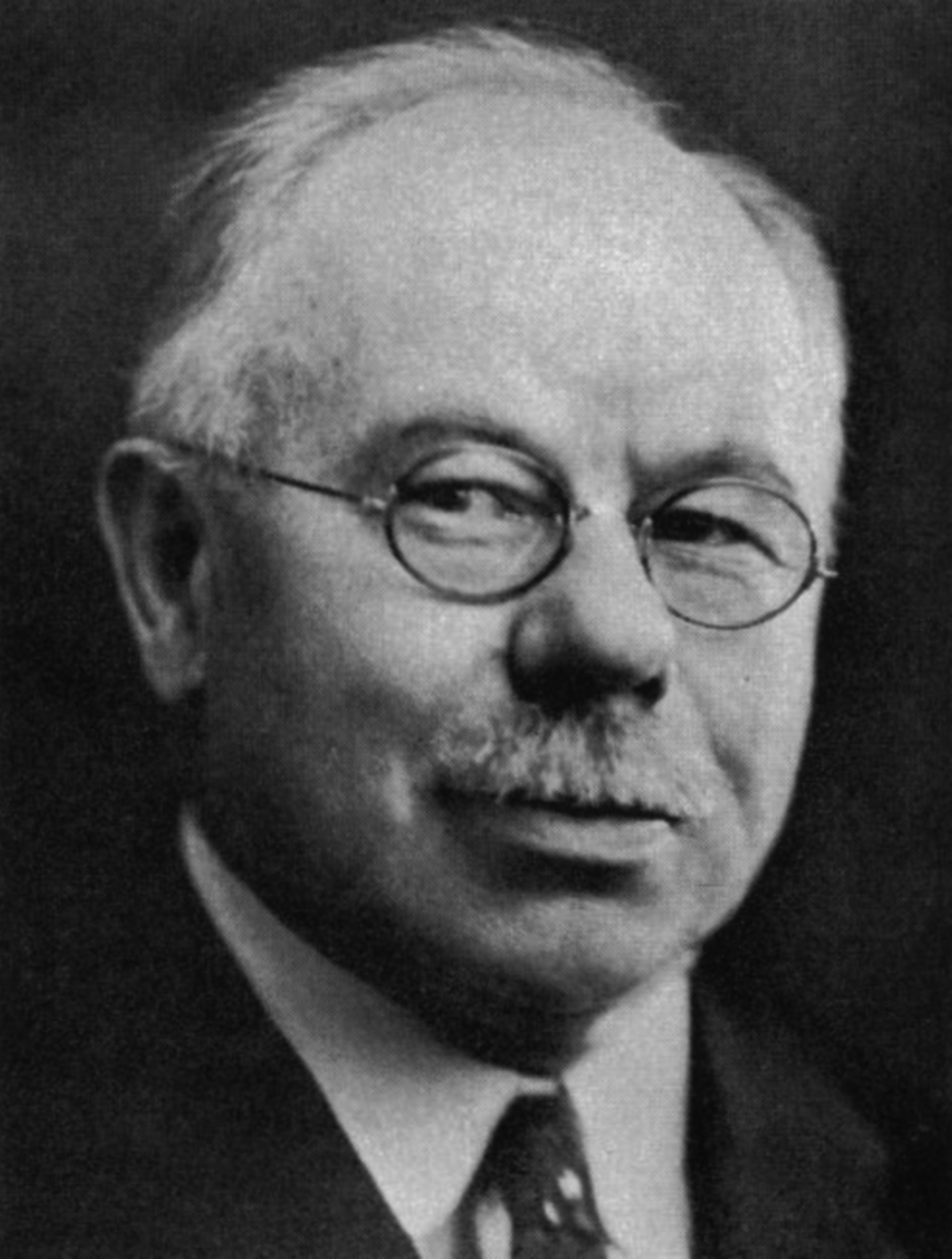
Carl H. Eigenmann

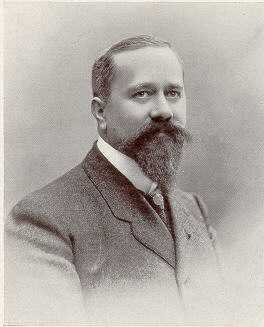
Albert Calmette

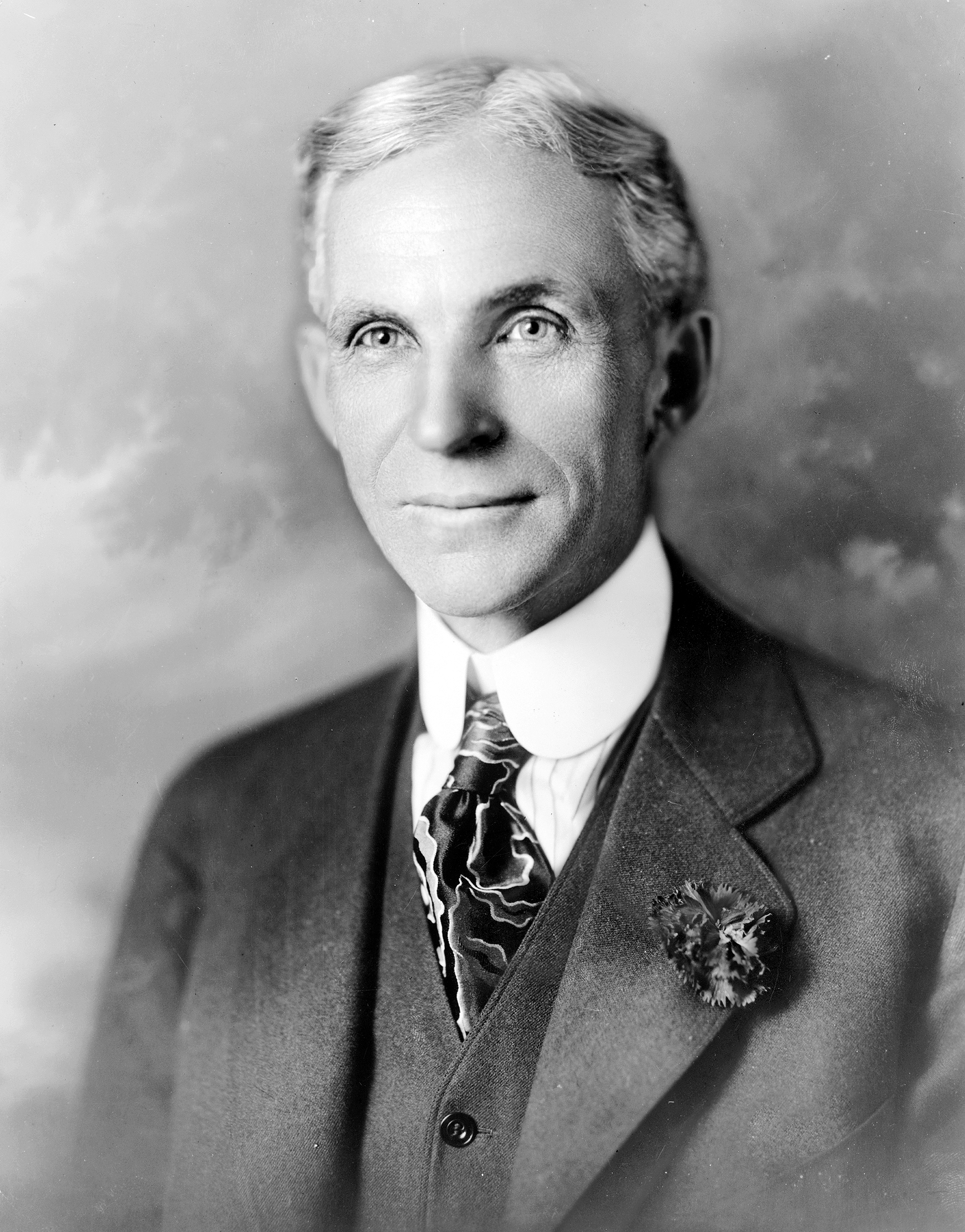
Henry Ford

- 4 février : Alfred Lacroix (mort en 1948), minéralogiste, volcanologue et géologue français.
- 17 février : Francis Arthur Bather (mort en 1934), géologue, malacologiste et paléontologue britannique.
- 9 mars : Carl H. Eigenmann (mort en 1927), ichtyologiste américain.
- 10 mars : Rudolf Heberdey (mort en 1936), archéologue autrichien.
- 12 mars : Vladimir Vernadsky (mort en 1945), minéralogiste et chimiste russe.
- 15 mars : Alexandre Bigot (mort en 1953), géologue français.
- 8 avril : Arnold Edward Ortmann (mort en 1927), naturaliste américain.
- 10 avril : Paul Héroult (mort en 1914), physicien français.
- 19 avril : Charles Moureu (mort en 1929), chimiste français.
- 10 mai : James Williams Tyrrell (mort en 1945), explorateur et promoteur minier canadien.

- 21 juin : Max Wolf (mort en 1932), astronome allemand.

- 4 juillet : Hugo Winckler (mort en 1913), archéologue et historien allemand.
- 12 juillet : Albert Calmette (mort en 1933), médecin et bactériologiste français (BCG).
- 13 juillet : Margaret Alice Murray (morte en 1963), anthropologue et égyptologue britannique.
- 15 juillet : Alexandre Desgrez (mort en 1940), médecin, chimiste, hydrologiste et climatologue français.
- 30 juillet : Henry Ford (mort en 1947), industriel américain.

- 15 août : Alexeï Krylov (mort en 1945), ingénieur naval et mémorialiste russe, connu pour ses travaux de mathématiques appliquées.
- 20 août : Corrado Segre (mort en 1924), mathématicien italien.
- 27 août : Lawrence Lambe (mort en 1919), géologue et paléontologue canadien.
- 30 août : Camillo Acqua (mort en 1936), entomologiste italien.
- 4 septembre : Alfred Rehder (mort en 1949), botaniste américain d'origine allemande.
- 10 septembre : Charles Spearman (mort en 1945), psychologue  et statisticien britannique.
- 16 septembre : Karl von Auwers (mort en 1939), chimiste allemand.
- 22 septembre : Alexandre Yersin (mort en 1943), bactériologiste franco-suisse.
- 23 septembre : William Lutley Sclater (mort en 1944), zoologiste britannique.
- 28 septembre : Vladimir Obroutchev (mort en 1956), géologue russe.
- 5 octobre : Ludwig Borchardt (mort en 1938), égyptologue allemand.
- 9 octobre : Albert Charles Seward (mort en 1941), botaniste et géologue britannique.
- 16 octobre : Piotr Kouzmitch Kozlov (mort en 1935), explorateur russe.

- 14 novembre : Leo Baekeland (mort en 1944), chimiste américain.

- 4 décembre : Samuel Ball Platner (mort en 1921), archéologue américain.
- 6 décembre : Charles Martin Hall (mort en 1914), ingénieur américain.
- 9 décembre : Alexander McAulay (mort en 1931), mathématicien et physicien australien.
- 11 décembre : Annie Jump Cannon (morte en 1941), astronome américaine.
- 19 décembre : Wilhelm His (mort en 1934), physiologiste et anatomiste suisse.
- 23 décembre : Cornelis Rugier Willem Karel van Alderwerelt van Rosenburgh (mort en 1936), botaniste néerlandais.
- 24 décembre : Joseph Keele (mort en 1923), explorateur et géologue irlandais.
- 26 décembre : Jean Pagès-Allary (mort en 1926), géologue et archéologue français.

- George Henry Peters (mort en 1947), astronome américain.

## Décès
- 10 avril : Giovanni Battista Amici (né en 1786), astronome et un microscopiste italien.
- 10 juin : Delphine Philippe-Lemaître (née en 1798), historienne, archéologue, botaniste et poète française.
- 25 juin : Johann Karl Ehrenfried Kegel (né en 1784), agronome et explorateur allemand.
- 3 juillet : Alexander Henry Rhind (né en 1833), égyptologue écossais.
- 12 juillet : Louis Michel François Doyère (né en 1811), zoologiste  et agronome français.
- 28 août : Eilhard Mitscherlich (né en 1794), chimiste et minéralogiste allemand.
- 14 septembre : Agénor Azéma de Montgravier (né en 1805), militaire et archéologue français.
- 17 septembre : Charles Robert Cockerell (né en 1788), architecte britannique.
- 23 septembre : William Lutley Sclater (mort en 1944), zoologiste britannique.
- 25 octobre : Joseph Koechlin-Schlumberger (né en 1796), industriel et homme politique français.
- 8 octobre : Richard Whately (né en 1787), logicien, économiste et théologien britannique.
- 4 novembre : Robert Hay (né en 1799), égyptologue écossais.
- 18 novembre : August Beer (né en 1825), mathématicien, chimiste et physicien allemand.
- 29 décembre : Salomon Müller (né en 1804), naturaliste allemand.
- 30 décembre : Constantin Wilhelm Lambert Gloger (né en 1803), zoologiste et ornithologue allemand.